# Zbigniew Kołaczkowski
Zbigniew Kołaczkowski (ur. 1933 w Częstochowie, zm. 21 lutego 2021) – polski ekonomista, specjalizujący się w ekonomii politycznej, nauczyciel akademicki związany z opolskimi szkołami wyższymi.

## Życiorys
Urodził się w 1933 roku w Częstochowie, gdzie jego ojciec był pracownikiem kancelarii adwokackiej. Po przeniesieniu służbowym ojca w 1947 roku zamieszkał z rodzicami w Opolu, gdzie uczęszczał do Technikum Finansowego, które ukończył w 1952 roku. Następnie podjął studia w Wyższej Szkole Ekonomicznej we Wrocławiu. Magisterium na tej uczelni uzyskał w 1956 roku.
Po studiach wrócił do Opola. Podjął pracę w Wojewódzkiej Komisji Planowania Gospodarczego (WKPG). Został też zatrudniony na pół etatu w Zakładzie Ekonomii Wyższej Szkoły Pedagogicznej. W 1968 roku uzyskał stopień doktora. Przeniósł się wtedy na pełny etat do Wyższej Szkoły Inżynierskiej. Objął tam stanowisko docenta i przez pewien czas był prorektorem uczelni u boku doc. Rościsława Oniszczyka.
W latach 70. powrócił do WSP, wykładając w Instytucie Nauk Ekonomicznych. W latach 1982–1987 pełnił funkcję jego dyrektora, po czym został prodziekanem Wydziału Filologiczno-Historycznego (1987–1993). W latach 1993–1999 był prorektorem ds. studenckich Uniwersytetu Opolskiego (do 1994 roku WSP). W czasie pełnienia tej funkcji szczególnie dbał o sprawy socjalne studentów, nadzorował remonty akademików, stołówek, sprzyjał rozwojowi studenckiej kultury, zabiegając o właściwe wyposażenie klubów studenckich. Należał do głównych inicjatorów ozdabiania miasteczka akademickiego rzeźbami plenerowymi.
Pod koniec życia wykładał na Wydziale Ekonomicznym WSZiA w Opolu w Zakładzie Teorii Ekonomii. Za swoją działalność organizacyjną na rzecz środowiska akademickiego i propagowania ekonomii wśród młodzieży został odznaczony Medalem Edukacji Narodowej, Krzyżem Kawalerskim Orderu Odrodzenia Polski oraz Złotym Krzyżem Zasługi.